# قله پوبدا (یاقوتستان)
قله پوبِدا (روسی: Победа) کوهی در جمهوری یاقوتستان روسیه است. پوبدا در زبان روسی به معنای پیروزی است. این کوه یکی از مهم‌ترین پدیده‌های موجود در پارک ملی موما است.

## جغرافیا
قله پوبدا با ارتفاع ۳٬۰۰۳ متر بلندترین نقطه در رشته‌کوه چرسکی و کوه‌های سیبری شرقی و بلندترین کوه یاقوتستان به‌شمار می‌رود.

## تاریخچه صعود
سیمونه مورو و تامارا لانگر کوهنوردان ایتالیایی، در ۱۲ فوریه ۲۰۱۸ نخستین صعود زمستانی این قله را انجام دادند. به گفته آنها دمای کمپ اصلی در زمان صعود آنها حدود منفی ۴۰ درجه سلسیوس بود.

## حادثه پوبدا
در مرداد ۱۴۰۰ بود که کوهنوردان ایرانی من جمله سعید میرزایی راهی صعود قله پوبدا در قرقیزستان شدند. در بین این کوهنوردان افرادی چون مهری جعفری، رضا آدینه نیز بودند. این کوهنوردان پس از حرکت از کمپ چهار در ارتفاع ۶ هزار و ۱۰۰ متری، شرایط دشوارتر شد و کوهنوردان وضعیت ناپایداری داشتند و مدتی ارتباط خود را با بیس کمپ از دست دادند.
در این زمان مهری جعفری که توان ادامه دادن نداشت، در مسیر بازگشت به داخل یخچال‌های طبیعی مسیر سقوط می‌کند این در حالی است که سایر نفرات تیم با اطلاع از سقوط وی به صعود خود ادامه می‌دهند.
```
روایت‌ها و دلایل متفاوتی از این حادثه بیان شده است که از جمله مهم‌ترین آن‌ها می‌توان به نبود 
آمادگی جسمانی
 کافی و قطع ارتباط هم‌نوردان (به روایتی خاموش کردن عمدی بیسیم توسط سعید میرزایی سرپرست تیم) و روانه کردن وی به تنهایی به سمت بیس کمپ اشاره کرد. رضا آدینه دیگر کوهنورد ایرانی این برنامه هم در همین صعود و در ارتفاع ۷۲۰۰ متری سقوط کرد و درگذشت.
```